# Windows Thin PC
Windows Thin PC — операционная система ориентированная на тонкие клиенты и слабые ПК, разработанная Microsoft, выпущенная 1 июля 2011 года. Она основана на Windows Embedded Standard 7.

## История
Корпорация Microsoft анонсировала данную ОС 9 февраля 2011 года под названием Windows Embedded Standard 7 with Service Pack 1 как облегчённую версию Windows 7. Windows Thin PC — наследница Windows Fundamentals for Legacy PCs, основанной на Windows XP Embedded. Майкрософт рассчитывала выпустить эту систему в начале 2011 года. Community Technology Preview (CTP) была представлена 28 марта на ресурсе Connect. Чуть позже, 2 мая, вышла RC-версия Windows Thin PC. Релизная версия была выпущена 1 июля 2011 года.

## Системные требования
|                        | Минимальные     | Рекомендуемые |
| ---------------------- | --------------- | ------------- |
| Процессор              | 800 MHz Pentium | 1 GHz         |
| Оперативная память     | 512 MB          | 1 GB          |
| Свободное место на HDD | 16 GB           | 40 GB         |
| Видео адаптер          | 1024 x 768      | 1024 x 768    |